# . (음반)
《.》는 미국의 가수 겸 작곡가 케샤의 여섯 번째 정규 앨범으로, 2025년 7월 4일 케샤가 설립한 독립 레이블 케샤 레코드를 통해 발매되었다. 이 앨범은 그녀가 2023년 12월 RCA 및 케모사베 레코드를 떠난 이후 처음으로 발매한 프로젝트이다. 케샤는 이번 앨범에서 주로 프로듀서 겸 작곡가 존과 협업했으며, 그는 다섯 트랙의 작업에 참여했다. 이 외에도 그녀의 어머니 피비 시버트, 스튜어트 크라이튼, 스틴트, 허드슨 모호크, 리시, 핑크 슬립, 노바 웨이브, 조너선 윌슨, 드루 에릭슨 등 새로운 제작진이 참여했다. 《.》은 음악적으로 케샤의 팝 음악 뿌리로 돌아간 작품으로, 폴카, 일렉트로닉 댄스 뮤직, 컨트리 팝, 유로팝, 하우스, 일렉트로, 하이퍼팝, 디스코 등 다양한 장르적 요소를 포함하고 있다.
비평적으로, 이 앨범은 전반적으로 긍정적인 평가를 받았다. 평론가들은 《.》이 케샤에게 있어 새로운 출발점처럼 느껴진다고 평했으며, 일부 트랙에 대해서는 다소 시대에 뒤처진 듯하다는 의견도 있었다. 앨범은 다섯 개의 싱글로 홍보되었다. 〈Joyride〉, 〈Delusional〉, 티페인이 피처링한 싱글 버전의 〈Yippee-Ki-Yay〉, 〈Boy Crazy〉, 〈The One〉가 이에 해당한다. 케샤는 앨범 홍보를 위해 2025년 7월부터 Tits Out Tour에 돌입했다.

## 배경
2014년부터 2023년까지 케샤는 전 프로듀서 닥터 루크와의 법적 분쟁에 휘말려 있었다. 케샤는 그를 성폭행 및 폭행 혐의로 처음 고소했으며, 이에 닥터 루크는 명예훼손으로 맞고소했다. 이 소송은 케샤의 커리어에 몇 년간 중단을 가져왔으며, 케샤는 2016년 RCA 레코드 및 케모사베 레코드와의 계약 해지를 위한 가처분 신청을 제기했으나 기각되었다. 이후 그녀는 해당 레이블 하에서 세 장의 앨범을 더 발매했으며, 마지막 정규 앨범 《Gag Order》는 2023년 5월 발매되었다. 원래 2023년 7월 재판이 예정되어 있었으나, 한 달 전 양측이 합의함으로써 약 10년에 걸친 소송은 마무리되었다.
2023년 12월, 케샤가 RCA, 케모사베 레코드 그리고 매니지먼트사인 벡터 매니지먼트와 결별했음이 공식 보도되었다. 그녀는 《버라이어티》를 통해 "내 삶에 새로운 시작이 필요했고, 우리는 각자의 길을 가기로 했습니다. 함께한 시간에 대해 영원히 감사할 것입니다"라고 밝혔다. 이후 2024년 2월 말, 그녀는 새로운 매니지먼트사인 크러시 뮤직과 계약을 체결했다. 《V 매거진》과의 인터뷰에서 케샤는 "내가 자유롭게 음악을 낼 수 있는 날짜가 정해져 있다"며 새 음악에 대한 힌트를 남기기도 했다. 그녀는 2024년 3월, 공식적으로 독립적인 음악 발매가 허용되었고, 이후 하루에 세 곡씩 작곡을 시작했다.
케샤의 독립 레코드사 케샤 레코드는 2024년 9월, 워너 뮤직 그룹이 소유한 얼터너티브 디스트리뷰션 얼라이언스(Alternative Distribution Alliance)와 유통 계약을 체결했다. 2025년 《페이퍼》와의 인터뷰에서 케샤는 이번 앨범이 창작과 법적인 면에서 모두 처음으로 "자유롭다고 느낀" 작품이라고 밝혔다. "나는 정말로 모든 가능한 방식으로 자유를 구현하고 싶어요. 자유가 어떤 느낌인지 스스로에게 허락하려 해요. 왜냐면 내가 이렇게 느끼는 건 거의 20년 만이니까요." 그녀는 이번 앨범의 목표에 대해 "사람들이 자신을 온전히 느끼고 해방될 수 있는 안전한 공간을 창조하는 것"이라며, "이 앨범이 의미하는 바가 바로 그것이고, 지금 내 개인적인 경험도 그것"이라고 설명했다.

## 구성
이 앨범은 총 11개의 트랙으로 구성되어 있다. 오프닝 트랙 〈Freedom〉은 약 6분가량 이어지는 하우스 댄스곡으로, "그리움 어린 성찰"로 시작해 점차 클럽 스타일의 비트로 전환되는 구성을 띤다. 리드 싱글 〈Joyride〉는 일렉트로팝, 댄스팝, 신스팝, EDM, 폴카가 혼합된 곡이다. 이 곡은 아코디언과 무거운 신스, 모듈레이션된 보컬을 활용하며, 하이퍼팝과 폴카의 영향을 함께 반영하고 있다.
세 번째 트랙 〈Yippee-Ki-Yay〉는 컨트리 팝 넘버로, 샤부지의 〈A Bar Song (Tipsy)〉와 비교되기도 했다. 싱글 버전에는 미국의 래퍼 티페인이 참여했다. 〈Delusional〉은 감정적으로 격한 팝 파워 발라드로, 케샤의 취약한 면모를 드러내는 곡이다. 가사에서는 현실을 직시하지 못하는 전 연인과 마주하는 상황이 담겨 있다.

## 홍보
2024년 3월 6일, 케샤는 유튜브에 〈Kesha is waiting for you〉라는 제목의 영상을 게시하며 신곡의 일부를 공개했다. 같은 해, 케샤는 첫 테드 토크에 참여해 작사 과정과 그것이 자신의 삶에 끼친 영향을 주제로 강연했다. 이 자리에서 앨범의 마지막 트랙 〈Cathedral〉을 처음으로 선보였다. 2025년 3월 19일, 케샤의 모든 정규 앨범 커버는 스트리밍 플랫폼 상에서 대형 분홍색 원형으로 덮인 이미지로 변경되었다. 앨범명과 표지, 트랙리스트는 2025년 3월 27일에 공식적으로 공개되었으며, 이는 싱글 〈Yippee-Ki-Yay〉의 발매일과 동일하다. 마침표 형태로 표기된 앨범 제목은 로고로도 활용되었으며, 해당 앨범은 2025년 7월 4일에 정식 발매될 예정이다. 이는 리드 싱글 발매일로부터 정확히 1년 후이다.
앨범 홍보를 위해 케샤는 팝 록 밴드 시저 시스터스와 함께하는 Tits Out Tour에 나선다. 투어는 2025년 7월 1일에 시작되며, 《슬레이터》와 로즈 그레이가 오프닝 공연을 맡는다.

### 싱글
2024년 6월 29일, 케샤는 리드 싱글 〈Joyride〉의 발매를 예고했으며, 해당 곡은 7월 4일에 출시되었다. 이는 케모사베 및 RCA 레코드를 떠난 이후 첫 공식 발매곡이다. 〈Joyride〉는 2017년 이후 처음으로 영국 싱글 차트에 이름을 올렸으며, 미국 내 세 개의 세부 차트에서 톱10에 진입했다. 또한 스포티파이에서 1억 회 이상의 스트리밍을 기록했다.
2024년 11월 29일에는 두 번째 싱글 〈Delusional〉이 발매되었다. 2025년 3월 24일, 케샤는 세 번째 싱글 〈Yippee-Ki-Yay〉의 발매를 예고했고, 이 곡은 3월 27일에 공식 출시되었다. 이 노래는 래퍼 티페인이 참여한 컨트리 팝 곡으로, 앨범의 예약 주문과 함께 공개되었다.

## 곡 목록
곡 목록은 라이너 노트를 참고하여 작성되었다.
| #            | 제목              | 작사·작곡                                                                                              | 프로듀서              | 재생 시간 |
| ------------ | ----------------- | --- | --------------------- | --------- |
| 1.           | 〈Freedom〉       | Kesha Sebert Jonathan Wilson Drew Erickson                                                             | Wilson Erickson       | 6:24      |
| 2.           | 〈Joyride〉       | K. Sebert Madison Love Zhone                                                                           | Kesha Zhone           | 2:30      |
| 3.           | 〈Yippee-Ki-Yay〉 | K. Sebert Kyle Buckley Brittany "Chi" Coney Denisia "Blu June" Andrews Ryan Jillian Santiago Poutyface | Pink Slip Nova Wav    | 2:38      |
| 4.           | 〈Delusional〉    | K. Sebert Love Zhone                                                                                   | Kesha Zhone           | 3:34      |
| 5.           | 〈Red Flag〉      | K. Sebert Skyler Stonestreet Caroline Pennell Heavy Mellow Stint                                       | Kesha Zhone Stint [a] | 3:35      |
| 6.           | 〈Love Forever〉  | K. Sebert Pebe Sebert Stuart Crichton                                                                  | Crichton              | 3:44      |
| 7.           | 〈The One〉       | K. Sebert Zhone                                                                                        | Zhone Kesha           | 3:25      |
| 8.           | 〈Boy Crazy〉     | K. Sebert Love Zhone                                                                                   | Zhone Kesha           | 2:29      |
| 9.           | 〈Glow〉          | K. Sebert Hudson Mohawke                                                                               | Mohawke               | 3:32      |
| 10.          | 〈Too Hard〉      | K. Sebert P. Sebert Crichton                                                                           | Crichton Max Margolis | 2:42      |
| 11.          | 〈Cathedral〉     | K. Sebert Stonestreet Morten Ristorp Alex Papamitrou                                                   | Rissi Xander          | 3:56      |
| 총 재생 시간 | 총 재생 시간      | 총 재생 시간                                                                                           | 총 재생 시간          | 38:29     |

### 참조
- ^[a]  – 공동 프로덕션
- 스포티파이에서는 싱글 버전의 〈Yippee-Ki-Yay〉(피처링 티페인)이 세 번째 트랙으로 수록된 수정판 앨범이 제공된다.[29]

## 발매 역사
| 지역 | 날짜           | 포맷                               | 레이블 | 각주                 |
| ---- | -------------- | ---------------------------------- | ------ | -------------------- |
| 다양 | 2025년 7월 4일 | CD 디지털 다운로드 스트리밍 바이닐 | 케샤   | [ 30 ] [ 31 ] [ 32 ] |